# Alwin Römer
Alwin Bruno Gustav Römer (* 13. Mai 1861 in Aschersleben; † 26. April 1924 in Bregenz, Österreich) war ein deutscher Schriftsteller.

## Leben und Wirken
Alwin Römer stammte aus der preußischen Provinz Sachsen. Er besuchte das Lehrerseminar in Halberstadt und arbeitete zunächst als Lehrer in Magdeburg, lebte dann als Journalist in Berlin und arbeitete schließlich vor allem als Schriftsteller.
Römer verfasste sowohl Romane als auch Humoresken und Gedichte. Insgesamt schrieb er über 350 Romane, Erzählungen und Theaterstücke. Er starb im April 1924 in Bregenz.

## Werke (Auswahl)
- Die Amati der Plestelhoffs. Roman aus der Gegenwart. Werdau 1911.
- Der Pußtahirt u. a. Militärhumoresken. Reutlingen [1913].
- Die Sektpanscher u. a. Militärhumoresken. Reutlingen [1914].
- Die Handschrift des Avicenna. Ein Gedicht. Wilhelmshaven 1914.
- Der verkaufte Kuß. Roman. Reutlingen [1914].
- ’s Freien zu Dreien. Schwank. 1921 (uraufgeführt im Alberttheater zu Dresden)